# Военная академия Карлберг
Военная академия Карлберг (швед. Militärhögskolan Karlberg) — шведское военное высшее учебное заведение, со времени своего основания в 1792 году расположенное во дворце Карлберг чуть севернее центра Стокгольма.
В академии проходят курс трёхлетней подготовки кадеты, офицеры стремящиеся стать лейтенантами на флоте, в армии или капитанами шведских ВВС. В 2007 году в академии работало 150 человек, которые ежегодно выпускали около 300 офицеров. Несмотря на военный характер заведения, парк и сам дворец Карлберг представляют собой историческую ценность и открыты для посещений.
В парке Карлберг расположена могила Помпе, любимой собаки короля Карла XII, разбитого под Полтавой. Также в парке есть памятник Георгу Карлу фон Добельну, одному из ключевых генералов Русско-шведской войны 1808—1809, в которой Швеция потеряла Финляндию в пользу России.

## История
После смерти короля Густава III в 1792 году формирующаяся академия заняла бывшую летнюю королевскую резиденцию, дворец Карлберг, где первые офицеры приступили к занятиям в ноябре того года. Во время регентства Густава IV Адольфа академия была расширена. До 1867 года кадеты для флота и армии обучались вместе, после чего они были разделены, в 1999 году вновь объединены в Карлберге, а в 2003 году к ним также присоединились офицеры ВВС.